# Heterosmilax
Die Pflanzengattung Heterosmilax gehört zur Familie der Stechwindengewächse (Smilacaceae). Die etwa 13 Arten kommen im tropischen und subtropischen Asien vor.

## Beschreibung

### Erscheinungsbild und Blätter
Heterosmilax-Arten wachsen als immergrüne, mehr oder weniger stark verholzende, ausdauernde Kletterpflanzen. Sie bilden Rhizome oder Knollen als Überdauerungsorgane. Die kahle Sprossachse ist nicht stachelig bewehrt (im Gegensatz zu Smilax).
Die wechselständig angeordneten Laubblätter sind in Blattstiel und Blattspreite gegliedert. Der Blattstiel ist je nach Art im unteren oder oberen Bereich geflügelt und besitzt eine Abszissions-Trennzone oberhalb der Basis und im unteren Bereich zwei Ranken. Die einfachen und ganzrandigen Blattspreiten sind meist eiförmig oder länglich-lanzettlich. Es liegt eine netzartige Nervatur mit fünf bis neun Hauptnerven vor, wobei die äußersten am Blattrand entlang verlaufen.

### Blütenstände und Blüten
Heterosmilax-Arten sind zweihäusig getrenntgeschlechtig (diözisch). In Achseln von Laubblättern oder schuppenähnlichen Tragblättern stehen über meist abgeflachten Blütenstandsachsen doldige Blütenstände, die viele Blüten enthalten. Die eingeschlechtigen, relativ kleinen Blüten sind radiärsymmetrisch und dreizählig. Die Blütenhüllblätter sind zu einer flaschenförmigen Röhre verwachsen, die sich nur mit drei kurzen Blütenhüllblattzähnen öffnet. In den männlichen Blüten sind meist drei oder sechs, selten neun oder zwölf fertile Staubblätter vorhanden. Die Staubfäden sind im unteren Bereich oder auf ihrer gesamten Länge röhrig verwachsen und bilden ein „Synandrium“. Die eiförmigen Staubbeutel sind frei und zeigen nach innen. In den weiblichen Blüten sind drei Fruchtblätter zu einem oberständigen, dreikammerigen Fruchtknoten verwachsen. Es sind ein oder zwei Samenanlagen je Fruchtknotenkammer vorhanden. Die weiblichen Blüten enthalten drei sitzende, kurze Narben, die meist zurückgekrümmt sind und drei oder sechs nadelförmige Staminodien.

### Früchte und Samen
Die fleischigen, kugeligen Beeren färben sich bei Reife schwarz und enthalten ein bis sechs Samen. Die dunkelbraunen Samen besitzen ein ölhaltiges Endosperm.

### Chromosomenzahlen
Bei drei untersuchten Arten wurden als Chromosomengrundzahlen n = 16 und Diploidie ermittelt.

### Inhaltsstoffe
Es sind Saponine vorhanden.

## Systematik und Verbreitung
Die Gattung Heterosmilax wurde 1850 durch Karl Sigismund Kunth in Enumeratio Plantarum Omnium Hucusque Cognitarum, 5, S. 270 aufgestellt. Typusart ist Heterosmilax japonica Kunth. Der Gattungsname Heterosmilax setzt sich aus Hetero für verschieden und dem Gattungsnamen Smilax zusammen; dies bezieht sich darauf, dass diese beiden Gattungen zwar ähnlich sind, sich aber doch unterscheiden. Synonyme für Heterosmilax Kunth sind: Oligosmilax Seem., Pseudosmilax Hayata.
Die Gattung Heterosmilax gehört zur Familie Smilacaceae, früher wurde sie in die Familie der Liliaceae eingeordnet. Eine Revision der Gattung Heterosmilax erfolgte durch Tetsuo Koyama in A Taxonomic Revision of the Genus Heterosmilax (Smilacaceae) in Brittonia, Vol. 36, Nr. 2, 1984, S. 184–205. Eine Eingliederung in die Gattung Smilax wird kontrovers diskutiert. Nach R. Govaerts gehören die Arten zur Gattung Smilax.
Die Heterosmilax-Arten sind im tropischen und subtropischen Asien verbreitet. In China kommen etwa acht Arten vor, vier davon nur dort.
Es gibt etwa 13 Heterosmilax-Arten:
- Heterosmilax borneensis A.DC. (Syn.: Smilax sumatrensis (A.DC.) P.Li & C.X.Fu): Sie kommt in Borneo vor.[5]
- Heterosmilax chinensis F.T.Wang: Sie gedeiht in dichten Wäldern und Dickichten entlang von Tälern in Höhenlagen zwischen 300 und 2100 Meter in den chinesischen Provinzen Guangdong, Guangxi, Sichuan sowie Yunnan.[1]
- Heterosmilax gaudichaudiana (Kunth) Maxim.: Sie kommt in Vietnam, China und Taiwan vor.[1]
- Heterosmilax japonica Kunth: Sie kommt im nordöstlichen Indien, Bhutan, China, Taiwan und Japan vor.[1]
- Heterosmilax longiflora K.Y.Guan & Noltie: Dieser Endemit gedeiht auf bewaldeten Hügeln nur in Xishuangbanna Dai Zu Zizhizhou im südlichen Yunnan.[1]
- Heterosmilax micrandra T.Koyama: Sie gedeiht in dichten Wäldern in Höhenlagen zwischen 400 und 500 Meter nur im südlichen Hainan.[1]
- Heterosmilax micrantha (Blume) Bakh.f. (Syn.: Smilax micrantha Blume): Sie kommt auf Java vor.[5]
- Heterosmilax paniculata Gagnep. (Syn.: Smilax paniculata (Gagnep.) P.Li & C.X.Fu): Sie kommt von Kambodscha bis Vietnam vor.[5]
- Heterosmilax pertenuis (T.Koyama) T.Koyama (Syn.: Smilax pertenuis T.Koyama): Sie ist in Thailand beheimatet.[5]
- Heterosmilax polyandra Gagnep.: Sie kommt in Indien, Laos, Thailand und im südlichen Yunnan vor.[1]
- Heterosmilax seisuiensis (Hayata) F.T.Wang & Tang: Sie gedeiht in Höhenlagen von etwa 1300 Meter nur auf Taiwan.[1]
- Heterosmilax septemnervia F.T.Wang & Tang: Sie kommt in China und Vietnam vor.[1]
- Heterosmilax yunnanensis Gagnep.: Dieser Endemit kommt nur in Binchuan Xian im westlichen Yunnan vor.[1]